# Charlotte von Mahlsdorf
Charlotte von Mahlsdorf, née à Berlin le 18 mars 1928 et morte dans la même ville le 30 avril 2002, est une collectionneuse allemande, fondatrice du Gründerzeit Museum à Berlin-Mahlsdorf.
De son nom d'état civil Lothar Berfelde, Charlotte von Mahlsdorf est une personnalité transgenre emblématique de la communauté LGBT. Son autobiographie, intitulée Ich bin meine eigene Frau (« Je suis ma propre femme »), a été portée à l'écran par le réalisateur allemand Rosa von Praunheim en 1992. Charlotte von Mahlsdorf joue son propre rôle dans une partie du film.

## Biographie

### Avant 1945
Assignée homme à la naissance, Charlotte von Mahlsdorf passe son enfance et son adolescence dans le Berlin du Troisième Reich. Elle a pour père un militant du Parti nazi qui tente en vain de l'inscrire aux Jeunesses hitlériennes.  
Pour gagner un peu d'argent, elle commence à 13 ans à aider Max Bier, un brocanteur de Kreuzberg, et en profite pour commencer sa propre collection de « vieux objets » (« alten Kram »), principalement issus de la période du Gründerzeit (fin du XIXe siècle allemand). 
À partir de ses 16 ans, elle commence à se travestir en femme, accompagnée et soutenue par sa tante lesbienne. Parallèlement, sa mère divorce et son père la force à rester vivre chez lui, allant même jusqu'à la menacer de son revolver. Elle décide alors de le tuer dans son sommeil à l'aide d'une lourde cuillère en bois.  
Après avoir passé quelques semaines dans un hôpital psychiatrique, elle est condamnée en 1945 à quatre ans de prison en tant que « jeune asocial ». 

### Entre 1945 et 1989
Le bombardement de Berlin et la chute du régime nazi marque sa libération de prison. Elle travaille alors à Berlin-Est comme brocanteuse et commence à se faire appeler Lottchen puis Charlotte.
Entre 1946 à 1948, elle réhabilite petit à petit le château abandonné de Friedrichsfelde (dans le quartier du même nom). Elle s'y installe, déploie sa collection, accueille des homosexuels, des réfugiés et des personnes déplacées et organise ses premières visites guidées, avant d'être forcée de quitter le château.

Elle pose quelques années plus tard son attention sur le manoir de Mahlsdorf, également abandonné et menacé de destruction. Elle s'engage pour sa conservation, ce qui amène les autorités est-allemandes à lui céder le bâtiment sans qu'elle n'ait à payer de loyer. Elle y ouvre en 1960 le « Gründerzeitmuseum im Gutshaus Mahlsdorf (de) », un musée composé de meubles et d'objets domestiques allemands du XIXe siècle. 

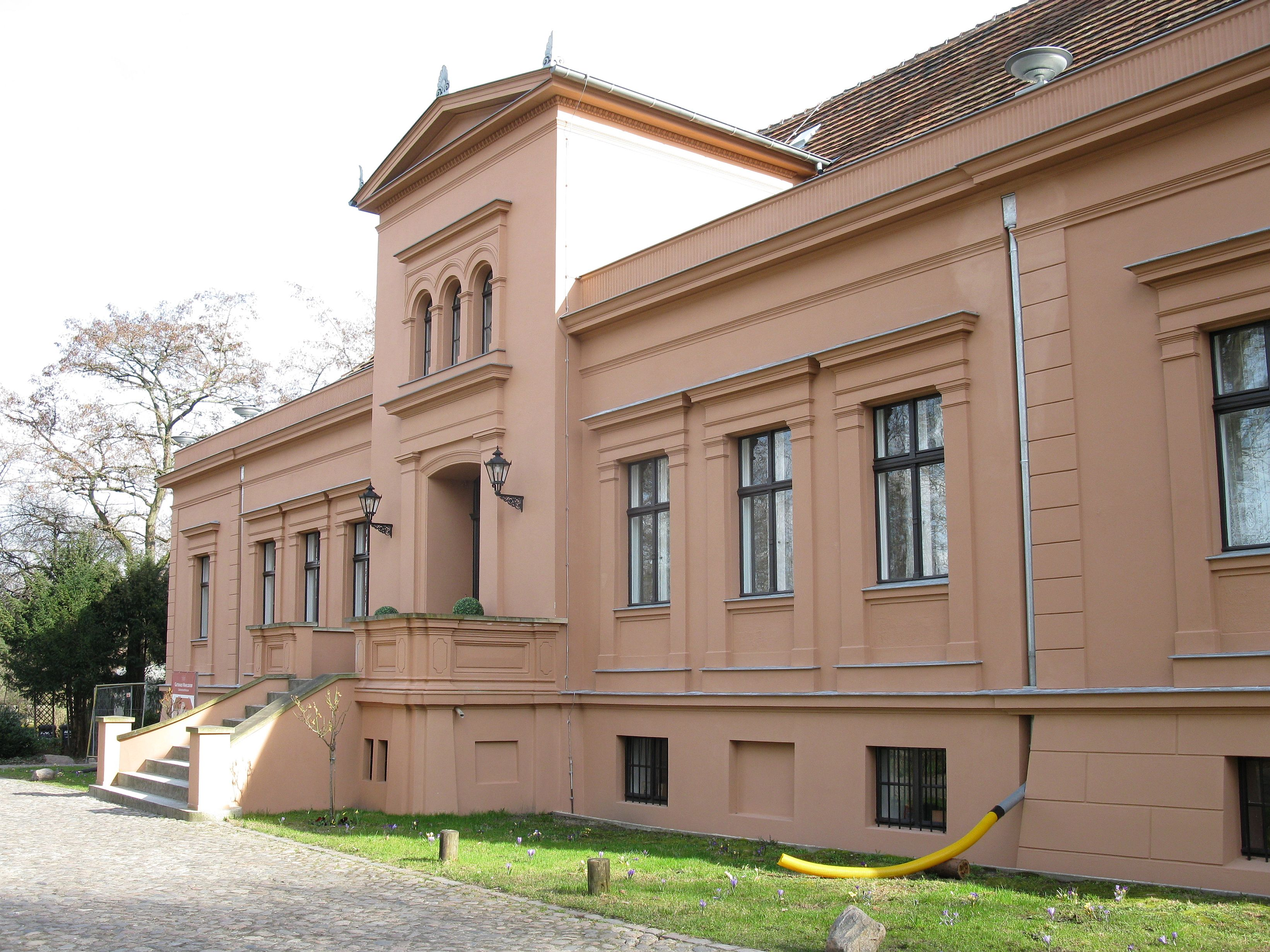
Le Gründerzeit Museum à Berlin-Mahlsdorf.

Elle sauve également de la démolition l'intérieur du Mulackritze (de), un bistrot berlinois du quartier de Scheunenviertel qui a entre autres vu passer Marlene Dietrich dans les années 1920, en le transportant pièce par pièce dans le sous-sol du Gründerzeitmuseum. 

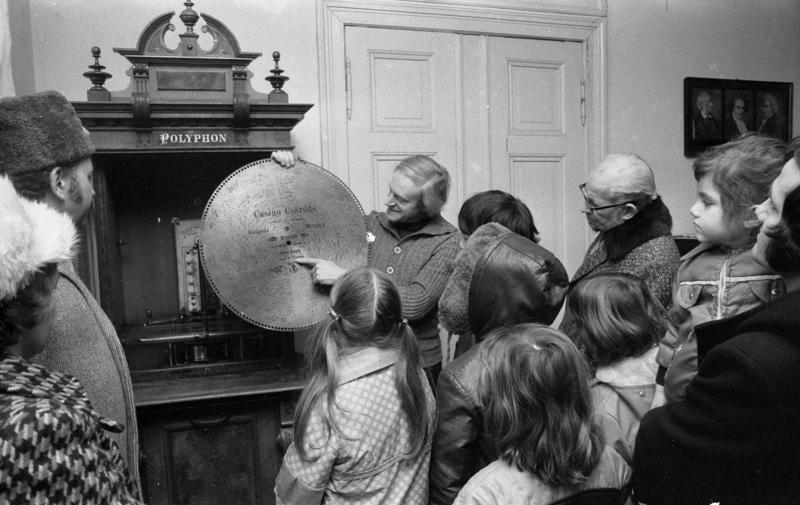
Charlotte von Mahlsdorf faisant visiter son musée (1977).

À partir de 1974, elle organise dans son manoir des réunions et des fêtes destinées à la communauté homosexuelle et joue un rôle dans le développement de l'Homosexuelle Interessengemeinschaft Berlin (HIB), le premier groupe gay et lesbien indépendant de RDA.
La même année, les autorités est-allemandes annoncent vouloir nationaliser le musée et elle se retrouve forcée de faire don d'une grande partie de ses biens aux visiteurs. La nationalisation n'aboutit cependant pas, et Charlotte continue d'y faire vivre les collections, considérablement amoindries par les dons.
En 1989, juste avant la chute du mur de Berlin, elle fait une apparition en tant que « barmaid » dans le film Coming Out de Heiner Carow, le seul long métrage est-allemand sur le désir homosexuel jamais produit.

### Après 1989
En 1990, elle organise la première fête du printemps homosexuelle regroupant des gay et lesbiennes dans le Berlin réunifié. L'année suivant, lors de la seconde édition, 70 néonazis armés infiltrent l'évènement et attaquent frontalement les participantes et participants.  
Charlotte von Mahlsdorf est décorée de la croix fédérale du Mérite en 1992. Elle décide cependant de s'installer en Suède, où elle ouvre un nouveau musée. C'est à l'occasion d'un bref voyage à Berlin qu'elle y meurt d'une crise cardiaque. 
Elle est enterrée au cimetière protestant de Waldkirchhof Mahlsdorf, aux côtés de sa mère, Gretchen Berfelde. 
Pour son action en tant que fondatrice du Gründerzeitmuseum, mais aussi pour son apparition publique en tant que transsexuelle et masochiste avouée, ainsi que pour la thématisation de la persécution des homosexuels sous le troisième Reich et la RDA, une pierre commémorative est érigée dans le parc du domaine de Mahlsdorf. Si cette pierre devait porter l'inscription « Ich bin meine eigene Frau (« Je suis ma propre femme ») - Charlotte von Mahlsdorf - 18 mars 1928 - 30 avril 2002 », ses héritiers s'opposent à cette formulation et font pression pour inscrire "Lothar Berfelde, 1928-2002, dit Charlotte von Mahlsdorf. À la mémoire du fondateur du musée". 

## Adaptations

### Cinéma
- Ich bin meine eigene Frau (« Je suis ma propre femme ») par Rosa von Praunheim, avec Ovo Maltine, 1992
- Charlotte in Schweden par John Edward Heys (1998) sur ses dernières années en Suède
- Charlotte par John Edward Heys (2009), Internationale Kurzfilmtage Oberhausen, 2010

### Théâtre
Le dramaturge américain Doug Wright (en) a écrit la pièce I Am My Own Wife d'après ses propres recherches sur la biographie de Charlotte von Mahlsdorf. La pièce a remporté plusieurs récompenses : le prix Pulitzer de l'œuvre théâtrale, le Tony Award, le Drama Desk Award, le Drama League Award, le Lucille Lortel Award (en) et le Lambda Literary Award.
Peter Süß, coauteur de l'autobiographie de Charlotte von Mahlsdorf, a écrit une autre pièce, qui a pour titre Ich bin meine eigene Frau. La première a eu lieu en 2006 au Schauspiel de Leipzig.
Larry Moss et Josef Ludwig Pfitzer ont adapté la pièce de Doug Wright sous le titre Ich mach ja doch, was ich will (I still do what I want), représentée au Teamtheater de Munich en 2012.
Vanessa van Durme a incarné Charlotte von Mahlsdorf  dans la pièce White Star en 2005.
Serge Postigo a interprété au théâtre le rôle de Charlotte von Mahlsdorf en 2009.
Le spectacle Ich Bin Charlotte fut mis en scène par Steve Suissa et interprété par Thierry Lopez au Théâtre de Poche Montparnasse en 2018. Repris à La Scène Libre en 2019.